# 3. deild Wysp Owczych (1994)
W roku 1994 odbyła się 18. edycja 3. deild Wysp Owczych – trzeciej ligi piłki nożnej Wysp Owczych. W rozgrywkach brało udział 10 klubów z całego archipelagu. Kluby z pierwszego i drugiego miejsca awansowały do 2. deild. W sezonie 1994 były to: FS II Vágar oraz GÍ II Gøta. Dwa kluby z ostatnich miejsc spadały do 4. deild, a w roku 1994 były to: LÍF II Leirvík oraz TB II Tvøroyri.

## Uczestnicy
| Uczestnicy 3. deild Wysp Owczych 1993                                                                         | Uczestnicy 3. deild Wysp Owczych 1993 | Uczestnicy 3. deild Wysp Owczych 1993 | Uczestnicy 3. deild Wysp Owczych 1993 |
| --- | ------------------------------------- | ------------------------------------- | ------------------------------------- |
| ÍF II | ÍF II Fuglafjørður                    | 3                                     |                                       |
| TB II | TB II Tvøroyri                        | 4                                     |                                       |
| GÍ II | GÍ II Gøta                            | 5                                     |                                       |
| B36II | B36 II Tórshavn                       | 6                                     |                                       |
| KÍ III | KÍ III Klaksvík                       | 9                                     |                                       |
| EBSII | EB/Streymur II                        | 10                                    |                                       |
| Nowi uczestnicy                                                                                               |                                       |                                       |                                       |
| FSVII | FS II Vágar                           |                                       |                                       |
| Spadek z 2. deild Wysp Owczych 1993                                                                           |                                       |                                       |                                       |
| SKÁ | Skála ÍF                              | 10                                    |                                       |
| Awans z 4. deild Wysp Owczych 1993                                                                            |                                       |                                       |                                       |
| HBIII | HB III Tórshavn                       | 1                                     |                                       |
| LÍFII | LÍF II Leirvík                        |                                       |                                       |
| Oznaczenia: - kolumna pierwsza – skróty nazw drużyn, - kolumna trzecia – miejsce zajęte w poprzednim sezonie. |                                       |                                       |                                       |

## Tabela ligowa
| Lp. | Drużyna             | M  | Z  | R | P  | Bramki | Bramki | Różn. | Pkt | Uwagi              |
| --- | ------------------- | -- | -- | - | -- | ------ | ------ | ----- | --- | ------------------ |
| 1   | HB III Tórshavn (M) | 18 | 12 | 2 | 4  | 46     | 29     | +17   | 26  |                    |
| 2   | FS II Vágar (A)     | 18 | 11 | 2 | 5  | 62     | 28     | +34   | 24  | Awans do 2. deild  |
| 3   | GÍ II Gøta (A)      | 18 | 12 | 0 | 6  | 60     | 35     | +25   | 24  | Awans do 2. deild  |
| 4   | Skála ÍF            | 18 | 10 | 2 | 6  | 54     | 30     | +24   | 22  |                    |
| 5   | B36 II Tórshavn     | 18 | 9  | 3 | 6  | 45     | 31     | +14   | 21  |                    |
| 6   | ÍF II Fuglafjørður  | 18 | 9  | 1 | 8  | 48     | 30     | +18   | 19  |                    |
| 7   | KÍ III Klaksvík     | 18 | 7  | 4 | 7  | 54     | 42     | +12   | 18  |                    |
| 8   | EB/Streymur II      | 18 | 7  | 2 | 9  | 41     | 50     | −9    | 16  |                    |
| 9   | TB II Tvøroyri (S)  | 18 | 3  | 1 | 14 | 26     | 69     | −43   | 7   | Spadek do 4. deild |
| 10  | LÍF II Leirvík (S)  | 18 | 1  | 1 | 16 | 13     | 105    | −92   | 3   | Spadek do 4. deild |

HB III Tóshavn nie awansował do 2. deild, gdyż grało już tam HB II Tóshavn, w do wyższej klasy rozgrywek trafił trzeci klub - GÍ II Gøta.